# Chris Kenselaar
Chris Kenselaar (Haarlem, 20 maart 1981) is een voormalig Nederlandse voetballer die als verdediger speelde.  
Kenselaar begon met voetballen bij HFC Haarlem. In 2004 ging hij spelen bij K.v.v. Quick Boys. 
Kenselaar beëindigde zijn voetbalcarrière in 2006.